# Димитър Попангелов
 Тази статия е за революционера.  За свещеника вижте Димитър Попангелов (свещеник).  
Димитър Попангелов (изписване до 1945 година: Димитъръ Попъ Ангеловъ) е български революционер, деец на Вътрешната македоно-одринска революционна организация.

## Биография
Димитър Попангелов е роден през 1877 година в солунското село Зарово в семейството на възрожденския учител и свещеник Ангел Константинов. Брат е на Гьорче Попангелов. В 1896 година завършва с единадесетия випуск Солунската българска мъжка гимназия. Работи като учител е в родното си село, в Солун и на други места, както и като екзархийски училищен инспектор. В 1905 година на конгреса на Солунския революционен окръг е избран за член на окръжния комитет на ВМОРО.
По време на Балканската война (1912 — 1913), при установяването на българска военно-административна управа в Лъгадина, през декември 1912 година се избират общинските управления, начело с временни общински тричленни комисии. За председател на българската тричленна комисия в града е избран Димитър Попангелов, като другите членове са Стоян Иванов и един грък. Встъпва в длъжност през януари 1913 година и остава на същата до последния ден на българското управление в града през месец април същата година. Подпомогнат от секретаря си Коста Терзиев от Кукуш и няколко души администрация, както и от войската и полицията, той изпълнява задълженията на кмет, като се грижи освен за нуждите на войската и местната власт, за чистотата, осветлението и здравословното състояние на населението, силно заплашено по това време от холерата.